# 鳥取藩

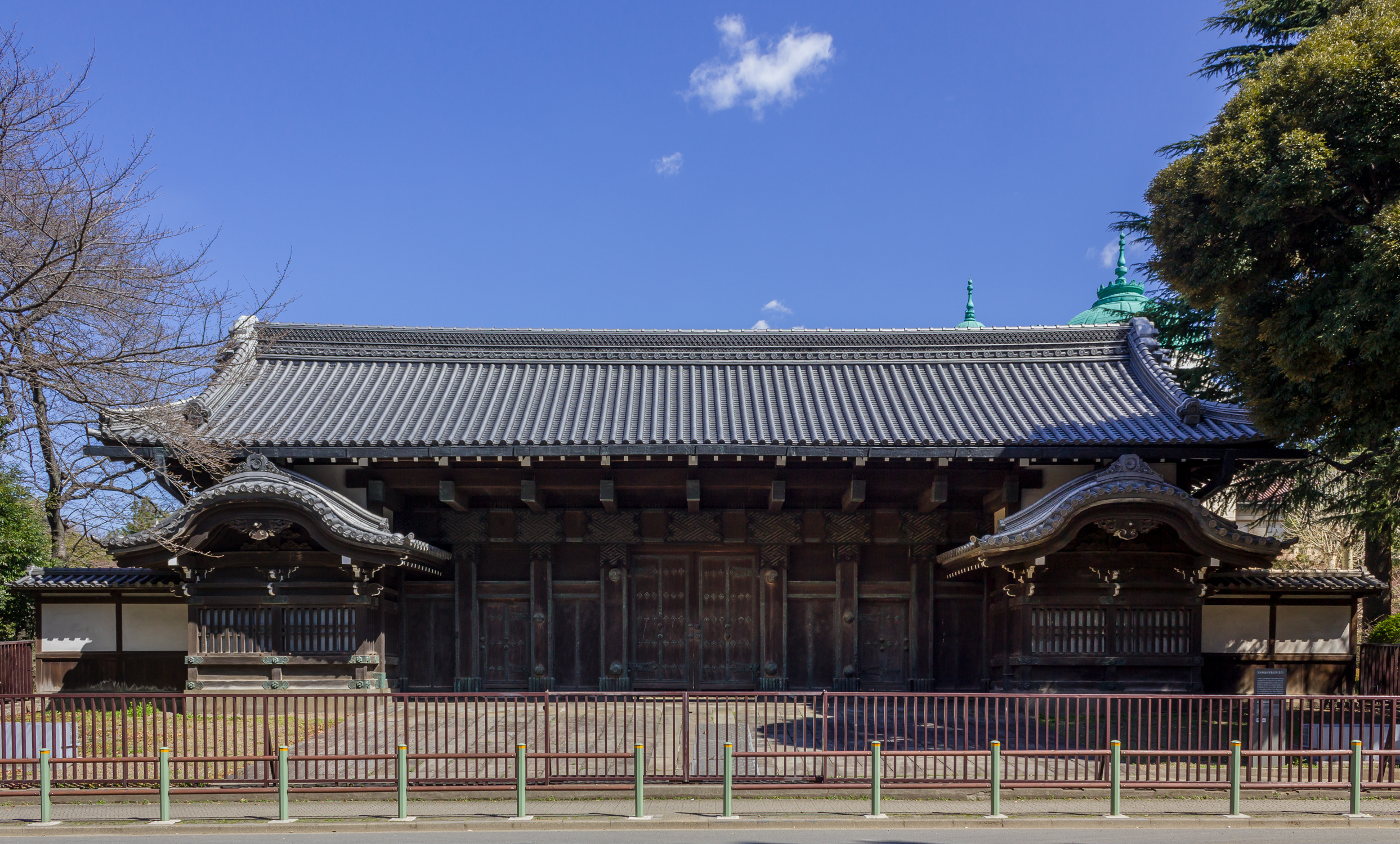
旧因州池田屋敷表門（鳥取藩池田家の江戸屋敷の表門）。東京国立博物館

鳥取藩（とっとりはん）は、因幡国・伯耆国（現在の鳥取県）の2国を領有した大藩である。因州藩、因幡藩ともいう。石高は32万5千石。
江戸時代を通して池田氏が治め、因幡国鳥取城（久松山城とも称した。現在の鳥取市東町）を藩庁とした。また、因幡国内に鹿奴藩と若桜藩の2支藩があった。

## 藩史
慶長5年（1600年）関ヶ原の戦いの後、池田恒興の三男・長吉（輝政の弟）が6万石で入封し立藩した。その跡を継いだ子の長幸は元和元年（1615年）に備中松山藩へ転封し、代わって池田宗家の光政（輝政の子利隆の嫡男）が幼少を理由に播磨姫路42万石から因幡・伯耆32万石に国替となった。光政は在封16年の間に鳥取城下町の基盤を整備した。
寛永9年（1632年）、備前岡山藩主池田忠雄（光政の叔父）が死去すると、家督を継いだ嫡男光仲の幼少を理由に鳥取の光政と封地を取り替え（この忠雄死去と国替の前後に鍵屋の辻の決闘に関わり大きな注目を集めた。）、宗家の光政が備前31万5,000石、分家筋の光仲が因幡・伯耆32万5,000石を治めることとなった。いわゆる岡山との「お国替え」である。以降の鳥取藩池田家は分家筋ではあるが、輝政と徳川家康の二女督姫の間に生まれた忠雄の家系であるため、宗家の岡山藩池田家から独立した国持大名とされ、松平姓を称する上、外様大名ながら葵紋を下賜されて親藩に準ずる家格を与えられた。また、通常ならば大名が江戸城に登城する際は刀を玄関前で家来に預けなくてはならなかったが、鳥取池田家は玄関の式台まで刀を持ち込むことが許された。これは鳥取池田家の他には御連枝や会津松平家、越前松平家の一門といった徳川一門の親藩と加賀前田家のみに許された特権であった。
因幡・伯耆のうち因幡国内に藩庁が置かれ、伯耆国内では米子に城が置かれて荒尾家が城代家老として委任統治（自分手政治）を行った。この他に倉吉、八橋、松崎、浦富といった藩内の重要な町にも陣屋がおかれ家老職にある家が代々統治を行った。これらの町は他の在郷村とは違い、城下の鳥取と同じ扱いを受け町年寄などの役職が置かれていた。
天保の大飢饉は、鳥取藩でも猛威を振るった。その被害は、「申年がしん」と称されている。
幕末の12代藩主慶徳は15代将軍となる徳川慶喜の同年の兄であったため、敬幕・尊王という微妙な立場をとった。藩内でも、尊王派と親幕派の対立が激しく、文久3年（1863年）には京都本圀寺で尊王派藩士による親幕派重臣の暗殺事件（本圀寺事件）が発生した。翌年の禁門の変で親しい関係にあった長州藩が敗戦し朝敵となると、これと距離を置くようになるが明治元年（1868年）の鳥羽・伏見の戦い、戊辰戦争では新政府方につき、志願農兵隊山国隊などを率いて転戦した。明治政府に登用された鳥取藩士には河田左久馬、北垣晋太郎、原六郎、松田道之、足立正声らがいる。

## 廃藩以後
明治4年（1871年）、廃藩置県により鳥取県となった。初代の権令（知事）には、本圀寺事件の首魁であった元藩士の河田景与が任命されている。池田家は明治17年（1884年）7月7日に、15代当主池田輝知が侯爵となり華族に列せられた。しかし明治23年（1890年）に亡くなり、従弟の池田仲博が婿養子となり16代として跡を継いだ。17代当主は長男の池田徳真（1904年 - 1993年）で、イギリス留学をきっかけにクリスチャンとなっている。著書を数冊刊行している。なお、姉の幹子は徳川宗敬の妻である。
18代当主は徳真の娘の池田百合子である。養子はいるものの家督を継ぐ者ではなく、百合子は当代限りで（旧鳥取藩主としての）池田家の終了を表明している。東京多磨霊園にあった鳥取藩主池田家の墓は、最後の藩主慶徳の東京移住を理由として大正14年（1925年）、仲博の時代に設けられていたが、こうした経緯により、平成15年（2003年）に鳥取市の大雲院に移築改葬され、「史跡鳥取藩主池田家墓所保存会」が設けられた。また、鳥取藩主池田家の分家（旧鹿奴藩主家）東館（ひがしやかた）池田家の墓も、東京都内から大雲院にある本家の墓所に移設され、同院で2010年5月15日、慰霊法要が営まれた。2007年2月に92歳で亡くなった東館池田家の13代当主池田仲親が生前、本家の墓所に合祀することを希望、3月に実現した。関係者は「ご先祖様が同じ墓に入ることになって良かった」と話している。

## 歴代藩主

### 池田家（井原家）
外様　6万石　（1600年 - 1617年）
1. 長吉（ながよし）〔従五位下・備中守〕
2. 長幸（ながよし）〔従五位下・備中守〕

### 池田家（宗家）
外様　32万石　（1617年 - 1632年）
1. 光政（みつまさ）〔従四位下・左近衛権少将〕

### 池田家（別家）
外様（准家門）　32万5千石　（1632年 - 1871年）
1. 光仲（みつなか）〔従四位下・左近衛少将〕
2. 綱清（つなきよ）〔従四位下・伯耆守、左少将〕
3. 吉泰（よしやす）〔従四位下・相模守、侍従〕
4. 宗泰（むねやす）〔従四位下・相模守、侍従〕
5. 重寛（しげのぶ）〔従四位下・相模守、左少将〕
6. 治道（はるみち）〔従四位下・相模守、侍従〕
7. 斉邦（なりくに）〔従四位下・相模守、侍従〕
8. 斉稷（なりとし）〔従四位上・因幡守、左近衛中将〕
9. 斉訓（なりみち）〔従四位上・因幡守、左近衛少将〕
10. 慶行（よしゆき）〔従四位下・因幡守、左近衛少将〕
11. 慶栄（よしたか）〔従四位上・因幡守、侍従〕
12. 慶徳（よしのり）〔従四位上・因幡守、左近衛中将〕

## 支藩

### 鹿奴藩
鹿奴藩（しかのはん）は鹿野藩、鳥取東館新田藩ともいう。ただし、同地には池田家が転封される以前の領主である亀井家による「鹿野藩」も存在していたため、混同に注意する必要がある。

### 若桜藩
若桜藩（わかさはん）は鳥取西館新田藩ともいい、鳥取藩の2代藩主綱清が元禄13年（1700年）5月25日に弟の池田清定（池田光仲の四男）に新田1万5000石を分知したのが始まりで、藩庁は鹿奴藩と同じく鳥取に置かれた。なお、江戸屋敷が鉄砲洲にあったことから、鉄砲洲家ともいわれる。2代藩主定賢は享保5年（1720年）、5000石の加増を受けて2万石の大名となり、さらに幕府から松平姓を許され、柳間詰となった。ただし、鹿野藩と同じく鳥取藩から蔵米で支給を受けていたため、実際に領地はなかった。そのため鳥取藩からの独立性は薄く、若桜には鳥取藩から派遣された御付人による政務が行なわれていた。
歴代藩主の中では5代藩主定常（松平冠山）が藩政改革を行い、また文学者としても有名で「柳間の三学者」「文学三侯」と称された。
明治元年（1868年）12月10日、10代藩主徳定のとき、若桜（現在の八頭郡若桜町）に若桜陣屋を置いたため、若桜藩と呼ばれるようになった。明治3年（1870年）、鳥取藩に帰属した。藩主家は明治17年（1884年）、子爵となった。

#### 歴代若桜藩主
1. 清定
2. 定賢
3. 定就
4. 定得
5. 定常
6. 定興
7. 定保
8. 清直
9. 清緝
10. 徳定

## 家臣

### 着座
鳥取藩最高の格式。家老職・御留守居役に補任される。
- 荒尾但馬家（伯耆米子領1万5000石・藩主外戚）米子城代、維新後男爵　
荒尾成利－成直－成重－成倫－成昭＝成昌＝成煕－成尚－成緒＝成裕－成富
- 荒尾志摩家（伯耆倉吉領1万2000石・藩主外戚）維新後男爵　
荒尾嵩就－宣就＝秀就＝勝就＝甫就＝斯就－厚就－為就－世就＝直就＝光就－嘉就
- 鵜殿家（因幡岩美領5000石・藩主外戚）
鵜殿長次－長之－長定－長春＝長親（鵜殿長政の四男）－長民＝央尭（池田仲央の三男）＝政長（池田政晴の長男）－長春－長世－長発－長道
- 津田家（伯耆八橋領7000石・重臣）
津田元綱－元房－元匡－元茂－元長－元善＝元知（荒尾重就の二男）－元武－元義＝元謨（荒尾成煕の三男）－元貞＝元統（元貞の弟）＝元亮（元統の兄）＝元（鵜殿長発の二男）
- 和田家（伯耆松崎領5500石・重臣）
和田信雄－正信＝三正（荒尾成房の三男）＝三信（荒尾嵩就の二男）－真信＝昭信〈真信の孫）＝時信（木下嗣時の子[注釈 1] ）＝定信（池田定賢の次男）－信之－信成＝信古（池田仲雅の子）－信元＝信旦（鵜殿藤次郎の二弟）＝信実（信古の二男）
- 乾家（因幡船岡領5000石・重臣）
乾長次－直幾－長義－知長－豊長＝長孝（岡山藩家老池田俊清二男）－長徳－長胤－長明－徳脩＝徳（鵜殿主水介の弟）
- 山池池田家（2200石・藩主一門・池田家嫡流）
池田之政（岡山藩家老池田由之の四男）－之信＝之成（池田吉左衛門の子）－之寿＝之茂（池田定賢の三男）－之昌＝某（荒尾伊折之助の弟）＝之純－之貞－之徳
- 下池池田家（3000石・藩主一門）
池田知利（池田利政の二男）＝知定（荒尾成直の二男）＝知至（池田仲澄四男）＝利恭（岡山藩家老日置忠明の六男）＝利久（池田仲央の四男）－利仲－利寿－利安
- 池田加賀守家（2000石・藩主一門）
池田政広＝政武（福田兵部の七男）＝政令（政武の兄）－政直－政元＝政林（政令の四男）－政長－某＝太司馬（横河一学の弟）－弁之丞＝主書介（池田兵庫介の子）－政実＝悦吉（池田雄吉の長男）

### 番頭
着座家に次ぐ格式の家であり、組士を支配する組頭。江戸留守居役も務める。「証人上」「譜代番頭」「平番頭」の三区分がある。
- 証人上：御国替当時、幕府に証人を出したる家筋（禄高3500 - 2000石）
  - 福田家（3500石・重臣）
  - 菅家（3000石・重臣）
  - 安養寺家（2000石・重臣）
  - 矢野家（2000石・重臣）
- 譜代番頭：証人に次ぐ番頭（禄高2000 - 1000石）
  - 神戸家、天野家、他5家
- 平番頭：証人上・譜代番頭を除いた他の番頭（禄高1500 - 500石）
  - 丸山家、黒田家、他7家

### その他
士分以上に物頭・羽織幌・寄合・諸奉行・馬廻（平士）の格式が存在した。

## 幕末の領地
福本藩から編入された領地については同藩の項目を参照。
- 因幡国一円
  - 岩井郡 - 51村
  - 法美郡 - 60村
  - 八東郡 - 89村
  - 八上郡 - 63村
  - 智頭郡 - 98村
  - 邑美郡 - 35村
  - 高草郡 - 82村
  - 気多郡 - 83村
- 伯耆国一円
  - 河村郡 - 114村
  - 久米郡 - 120村
  - 八橋郡 - 107村
  - 会見郡 - 185村
  - 汗入郡のうち - 69村（残部は大山寺領）
  - 日野郡のうち - 170村（残部は大山寺領）
- 武蔵国
  - 秩父郡のうち - 1村

上記のほか、明治維新後に後志国島牧郡の一部を管轄した。